# St Edmundsbury
St Edmundsbury war ein Distrikt (englisch district) in der englischen Grafschaft Suffolk mit dem Titel eines Borough. Verwaltungssitz war Bury St Edmunds, der zweitgrößte Ort Haverhill.
St Edmundsbury wurde am 1. April 1974 gebildet und entstand aus der Fusion des Municipal Borough Bury St Edmunds, des Urban District Haverhill sowie der Rural Districts Clare und Thingoe. Gleichzeitig erhielt der Distrikt den Titel eines Borough verliehen.
Aufgrund einer im Mai 2018 erlassenen Verordnung wurde St Edmundsbury zum 1. April 2019 mit dem nordwestlich angrenzenden Forest Heath zum neuen District West Suffolk zusammengeschlossen.

## Orte
- Ampton
- Bardwell
- Barnardiston
- Barnham
- Barningham
- Barrow
- Bradfield Combust with Stanningfield
- Bradfield St Clare
- Bradfield St George
- Brockley
- Bury St Edmunds
- Cavendish
- Chedburgh
- Chevington
- Clare
- Coney Weston
- Cowlinge
- Culford
- Denham
- Denston
- Depden
- Euston
- Fakenham Magna
- Flempton
- Fornham All Saints
- Fornham St Genevieve
- Fornham St Martin
- Great Barton
- Great Bradley
- Great Livermere
- Great Thurlow
- Great Whelnetham
- Great Wratting
- Hargrave
- Haverhill
- Hawkedon
- Hawstead
- Hengrave
- Hepworth
- Honington
- Hopton
- Horringer
- Hundon
- Ickworth
- Ingham
- Ixworth
- Ixworth Thorpe
- Kedington
- Knettishall
- Lackford
- Lidgate
- Little Bradley
- Little Livermere
- Little Thurlow
- Little Whelnetham
- Little Wratting
- Market Weston
- Nowton
- Ousden
- Pakenham
- Poslingford
- Rede
- Risby
- Rushbrooke with Rougham
- Sapiston
- Stansfield
- Stanton
- Stoke-by-Clare
- Stradishall
- The Saxhams
- Thelnetham
- Timworth
- Troston
- West Stow
- Westley
- Whepstead
- Wickhambrook
- Withersfield
- Wixoe
- Wordwell